# (36374) 2000 OO16
2000 OO16 (asteroide 36374) é um asteroide da cintura principal. Possui uma excentricidade de 0.04595540 e uma inclinação de 5.99822º.
Este asteroide foi descoberto no dia 23 de julho de 2000 por LINEAR em Socorro.